# NHS Scotland
NHS Scotland, a volte chiamato NHSScotland è il servizio di assistenza sanitaria a finanziamento pubblico in Scozia. Le politiche sanitarie e sociali sono di responsabilità delle Direzioni sanitare e sociali o del Governo scozzese. L'NHS Scotland è stato fondato nel 1948. L'attuale segretario di gabinetto per la salute e lo sport è Jeane Freeman e il capo ad interim direttore generale della sanità e dell'assistenza sociale e amministratore delegato dell'NHS Scotland è Elinor Mitchell.
Alla fondazione del National Health Service nel Regno Unito, sono state create tre istituzioni separate in Scozia, Inghilterra e Galles e Irlanda del Nord. L'NHS in Scozia doveva rendere conto al Segretario di Stato per la Scozia piuttosto che al Segretario di Stato per la salute come in Inghilterra e Galles. Prima del 1948, un sistema sanitario finanziato con fondi pubblici, l'Highlands and Islands Medical Service, era stato istituito in Scozia nel 1913, riconoscendo le sfide geografiche e demografiche della fornitura di assistenza sanitaria in quella regione.
Dopo la devoluzione scozzese nel 1999, la politica sanitaria e sociale e il finanziamento sono stati devoluti al Parlamento scozzese. Attualmente è amministrato attraverso le direzioni della sanità e dell'assistenza sociale del governo scozzese.

## Struttura
NHS Scotland è strutturato in 14 consigli regionali come segue:
| Consigli sanitari dell'NHS Scotland |                                                          | |
| \| No \| Nome \| Aree coperte \| \| -- \| -------------------------------------------------------- \| --------------------------------------------------------------------------------------------------------------------------------------------- \| \| 1 \| NHS Ayrshire and Arran \| East Ayrshire, North Ayrshire, South Ayrshire \| \| 2 \| NHS Borders \| Scottish Borders \| \| 3 \| NHS Dumfries and Galloway \| Dumfries and Galloway \| \| 4 \| NHS Western Isles (in gaelico: Bòrd SSN nan Eilean Siar) \| Ebridi Esterne \| \| 5 \| NHS Fife \| Fife \| \| 6 \| NHS Forth Valley \| Clackmannanshire, Falkirk, Stirling \| \| 7 \| NHS Grampian \| Aberdeenshire, Città di Aberdeen, Moray \| \| 8 \| NHS Greater Glasgow and Clyde \| Città di Glasgow, East Dunbartonshire, East Renfrewshire, Inverclyde, Renfrewshire, West Dunbartonshire, North Lanarkshire, South Lanarkshire \| \| 9 \| NHS Highland \| Highland, Argyll and Bute \| \| 10 \| NHS Lanarkshire \| North Lanarkshire, South Lanarkshire \| \| 11 \| NHS Lothian \| Città di Edimburgo, East Lothian, Midlothian, West Lothian \| \| 12 \| NHS Orkney \| Isole Orcadi \| \| 13 \| NHS Shetland \| Isole Shetland \| \| 14 \| NHS Tayside \| Angus, Città di Dundee, Perth and Kinross \| |                                                          | |
| No | Nome                                                     | Aree coperte |
| 1 | NHS Ayrshire and Arran                                   | East Ayrshire, North Ayrshire, South Ayrshire                                                                                                 |
| 2 | NHS Borders                                              | Scottish Borders |
| 3 | NHS Dumfries and Galloway                                | Dumfries and Galloway |
| 4 | NHS Western Isles (in gaelico: Bòrd SSN nan Eilean Siar) | Ebridi Esterne |
| 5 | NHS Fife                                                 | Fife |
| 6 | NHS Forth Valley                                         | Clackmannanshire, Falkirk, Stirling |
| 7 | NHS Grampian                                             | Aberdeenshire, Città di Aberdeen, Moray |
| 8 | NHS Greater Glasgow and Clyde                            | Città di Glasgow, East Dunbartonshire, East Renfrewshire, Inverclyde, Renfrewshire, West Dunbartonshire, North Lanarkshire, South Lanarkshire |
| 9 | NHS Highland                                             | Highland, Argyll and Bute |
| 10 | NHS Lanarkshire                                          | North Lanarkshire, South Lanarkshire |
| 11 | NHS Lothian                                              | Città di Edimburgo, East Lothian, Midlothian, West Lothian                                                                                    |
| 12 | NHS Orkney                                               | Isole Orcadi |
| 13 | NHS Shetland                                             | Isole Shetland |
| 14 | NHS Tayside                                              | Angus, Città di Dundee, Perth and Kinross |